# Norbert Kraja

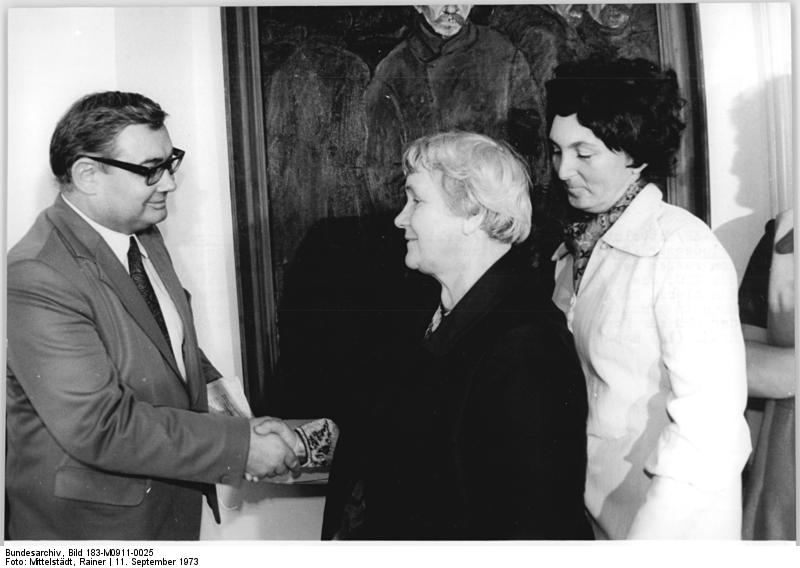
Norbert Kraja mit Walentina Nagel (1973)

Norbert Kraja (* 13. Juni 1930 in Wołów, Schlesien; † 23. Juni 2007 in Berlin) war ein deutscher Parteifunktionär  der DDR-Blockpartei CDU. Er war von 1964 bis 1970 Vorsitzender des CDU-Bezirksvorstandes Halle und von 1979 bis 1987 Sekretär der Berliner Konferenz Europäischer Katholiken.

## Leben
Kraja absolvierte nach dem Besuch der Volksschule von 1945 bis 1947 eine Ausbildung in der Landwirtschaft und arbeitete von 1947 bis 1949 als Landwirtschaftsgehilfe. Im Jahr 1949 wurde er Mitglied der CDU und begann ein Studium der Landwirtschaftswissenschaft, das er 1954 als Diplom-Landwirt abschloss. Von 1954 bis 1962 war er als Dozent an der Fachschule für Landwirtschaft in Kamenz beschäftigt und gleichzeitig Vorsitzender des CDU-Kreisverbandes Kamenz. Ab 1962 war er stellvertretender Vorsitzender und von Januar 1964 bis März 1970 Vorsitzender des CDU-Bezirksvorstandes Halle. Auf dem 11. Parteitag der CDU wurde er am 3. Oktober 1964 zum Nachfolgekandidaten des Hauptvorstandes gewählt. Von Oktober 1972 (13. Parteitag) bis Oktober 1982 (15. Parteitag) war er Mitglied des CDU-Hauptvorstandes.
Vom 7. Mai 1970 bis 19. März 1979 war er Sekretär des Friedensrates der DDR als Nachfolger von Fritz Rick. Im Mai 1974 wurde er zum Mitglied des Präsidiums des Friedensrates gewählt. Von März 1979 bis 1987 fungierte er als Sekretär der Berliner Konferenz Europäischer Katholiken.

## Auszeichnungen
- 1959 Verdienstmedaille der DDR
- 1968 Otto-Nuschke-Ehrenzeichen in Silber
- 1974 Friedensmedaille des Deutschen Friedensrates
- 1978 Vaterländischer Verdienstorden in Bronze